# Мирзоян, Людвик Васильевич
Людвик Васильевич Мирзоян (арм. Լյուդվիկ Վասիլի Միրզոյան; 1923—1999) — советский и армянский физик и астрофизик, доктор физико-математических наук, профессор, член-корреспондент АН АрмССР (1986), действительный член АН Армении (1996). Член Международного астрономического союза (1958) и Астрономического совета АН СССР (1970). Заслуженный деятель науки и техники Армянской ССР (1974).

## Биография
Родился 1 мая 1923 в Ереване, Армянской ССР.
С 1942 по 1947 год обучался на физико-математическом факультете Ереванского государственного университета. С 1942 по 1945 год был участником Великой Отечественной войны. с 1948 по 1950 год обучался в аспирантуре Бюраканской астрофизической обсерватории АН АрмССР
С 1950 года на научно-исследовательской работе в Бюраканская астрофизическая обсерватория АН АрмССР — АН Армении в должностях: с 1950 по 1959 год — учёный секретарь и член Учёного совета, с 1959 по 1986 год — заместитель директора этой обсерватории, одновременно с 1965 по 1986 год являлся заведующим научным отделом по физике звёзд и туманностей, с 1986 по 1999 год — главный научный сотрудник этой обсерватории. С 1970 по 1975 год являлся — консультантом Института астрофизики в Париже.
Одновременно с научной занимался и педагогической работой: с  1948 по 1957 год в Ереванском государственном педагогическом институте и с 1957 по 1999 год в  Ереванском государственном университете в качестве профессора.

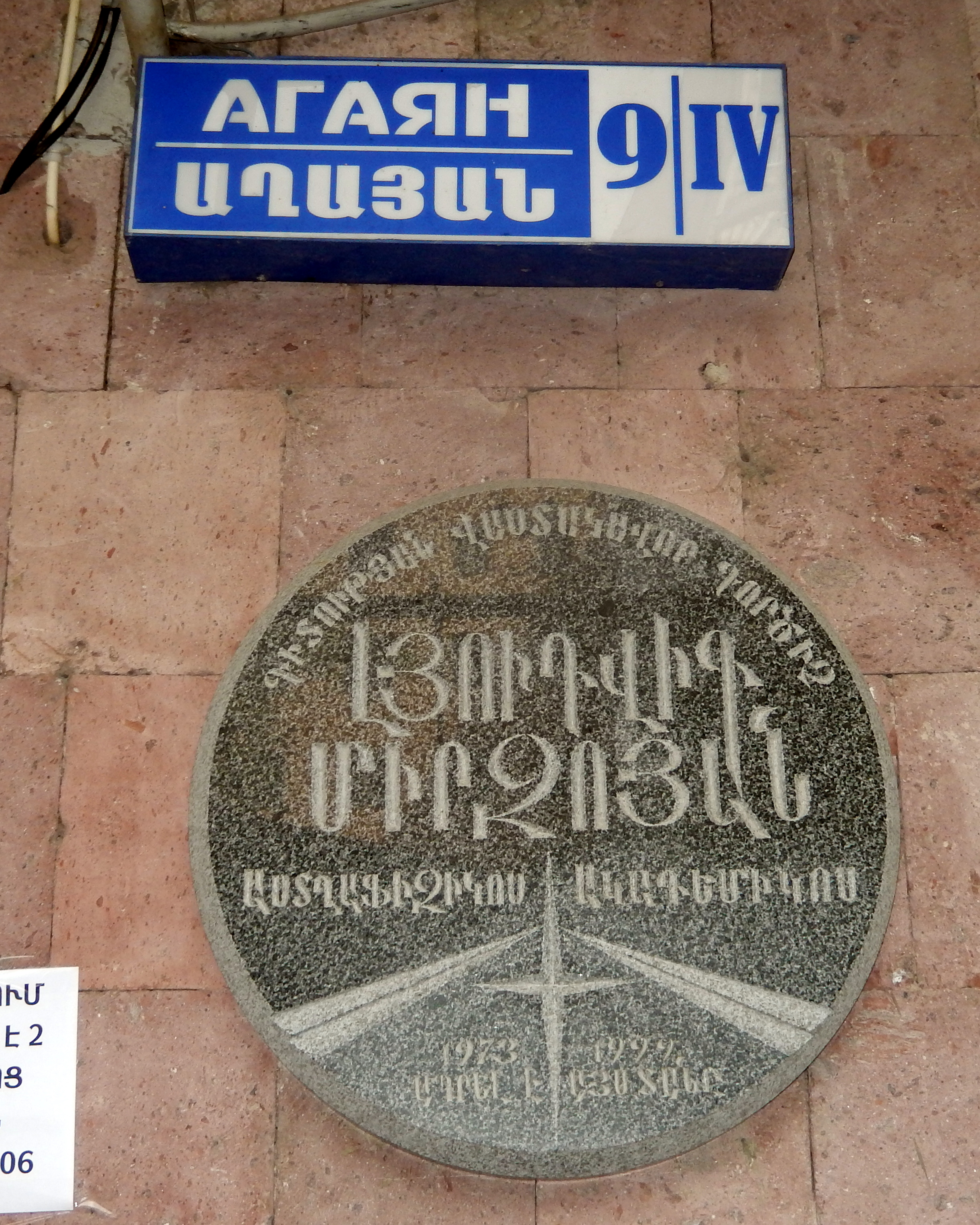
Мемориальная доска Людвику Мирзояну в Ереване

### Научно-педагогическая деятельность и вклад в науку
Основная научно-педагогическая деятельность Л. В. Мирзояна была связана с вопросами в области физики, астрофизики и эволюции молодых звёзд. Л. В. Мирзоян являлся — членом Международного астрономического союза (с 1958), Астрономического совета АН СССР и Международной академии астронавтики (с 1970).
Помимо основной деятельности Л. В. Мирзоян  с 1965 по 1988 год являлся — заместителем главного редактора и с  1988 по 1998 год — главным редактором всесоюзного научного журнала «Астрофизика». С 1988 года — членом Президиума всесоюзного общества «Знание». С 1974 по 1987 год являлся — членом редакционного совета и председателем научно-отраслевого совета по астрономии АН АрмССР. С 1976 по 1998 год — заместителем председателя специализированного совета по защите диссертаций Бюраканской астрофизической обсерватории.
В 1951 году защитил кандидатскую диссертацию, в 1968 году защитил докторскую диссертацию на соискание учёной степени доктор физико-математических наук по теме: «Некоторые вопросы кинематики и физики молодых звезд». В 1970 году ему присвоено учёное звание профессор. В 1986 году был избран член-корреспондентом АН АрмССР, в 1996 году — действительным членом НАН Армении.  Л. В. Мирзояном было написано более двухсот научных работ, в том числе монографий и научных статей опубликованы в ведущих научных журналах.

## Основные труды
- Спектрофотометрическое исследование ряда звезд ранних спектральных классов . - Ереван : [б. и.], 1951. - 64 с. (Сообщения Бюраканской обсерватории/ Акад. наук Арм. ССР; Вып. 7)
- Бюраканская астрофизическая обсерватория / Акад. наук СССР. Акад. наук Арм. ССР. - [Москва] : Изд-во Акад. наук СССР, 1958. - 30 с.
- Некоторые вопросы кинематики и физики молодых звезд. - Бюракан, 1966. - 289 с.
- Отчет о командировке во Францию для освоения французского опыта установки и эксплуатации больших телескопов и создание приемной аппаратуры к ним / Л. В. Мирзоян ; Акад. наук СССР. Всесоюз. ин-т науч. и техн. информации. - Москва : [б. и.], 1967. - 35 с.
- Отчет о командировке во Францию / АН СССР. ВИНИТИ. - Москва : [б. и.], 1973.
- Отчет о командировке в США / АН СССР. ВИНИТИ. - Москва : [б. и.], 1975.
- Виктор Амбарцумян : [Астрофизик] / Л. В. Мирзоян. - Ереван : Айастан, 1985. - 119 с
- Нестационарные явления в мире звезд / Л. В. Мирзоян; Под ред. В. А. Амбарцумяна; АН АрмССР. - Ереван : Изд-во АН АрмССР, 1987. - 196 с.
- Ранние стадии эволюции звезд : (Нетрадиц. наблюдат. подход) / Л. В. Мирзоян; Под ред. В. А. Амбарцумяна; АН Армении, Бюракан. астрофиз. обсерватория. - Ереван : Изд-во АН Армении, 1991. - 263 с.  ISBN 5-8080-0148-X[5]

## Награды и звания
- Орден Трудового Красного Знамени
- Заслуженный деятель науки и техники Армянской ССР (1974)[3]